# 진나이 쇼
진나이 쇼(일본어: 陳内 将, 1988년 1월 16일 ~ )는 일본의 남자 배우이다. 젊은 남성 배우 그룹인 D2의 멤버이기도 하다.

## 출연작

### TV 드라마
- 특명전대 고버스터즈 - 엔터 역

## 영화
- 특명전대 고버스터즈 vs. 해적전대 고카이저 THE MOVIE - 엔터 역
- 특명전대 고버스터즈 THE MOVIE - 도쿄 에네타워를 지켜라! - 엔터 역